# Mongoliska bandyförbundet
Mongolian National Bandy Federation är det styrande organet för bandy i Mongoliet. Huvudkontoret ligger i Ulan Bator. Mongolian National Bandy Federation grundades 2002 och blev medlem i Federation of International Bandy samma år.